# EGO (empresa)
EGO es la compañía municipal a cargo del transporte público metropolitano en la ciudad de Ankara, Turquía. La operación del Metro de Ankara, el sistema ligero sobre rieles Ankaray, el teleférico y buses municipales, así como el control y fiscalización de buses licitados (privados en servicio público) de transporte urbano son de su responsabilidad. Pertenece al Ayuntamiento metropolitano de Ankara y sirve no solamente a la ciudad sino a toda la provincia.

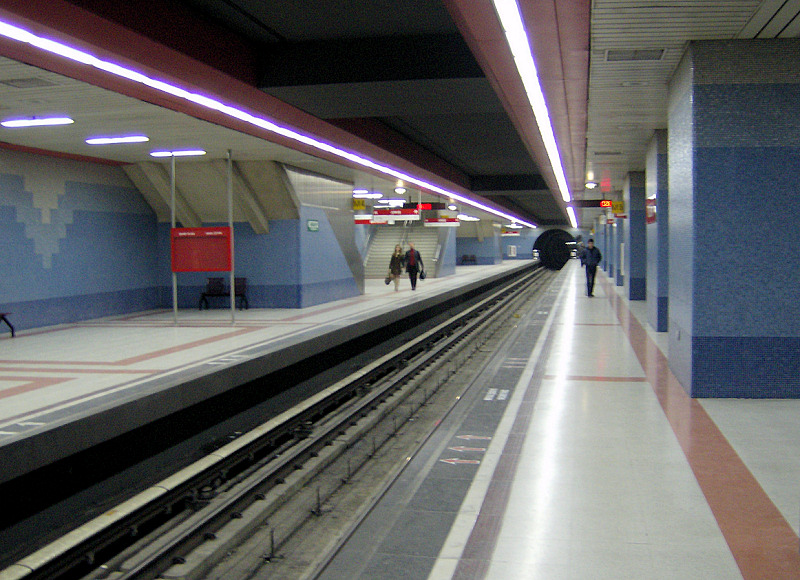
Estación Kızılay del Metro de Ankara.

## Historia
EGO fue fundado el 22 de enero de 1930 mediante un Decreto del Gobierno de la República de Turquía.

## En la cultura popular
La sigla de EGO frecuentemente es fuente de chistes entre los usuarios que no encuentren asientos libres en los buses: "Erken Gelen Oturur." Significa: El que viene temprano se sienta.